# XEDIT

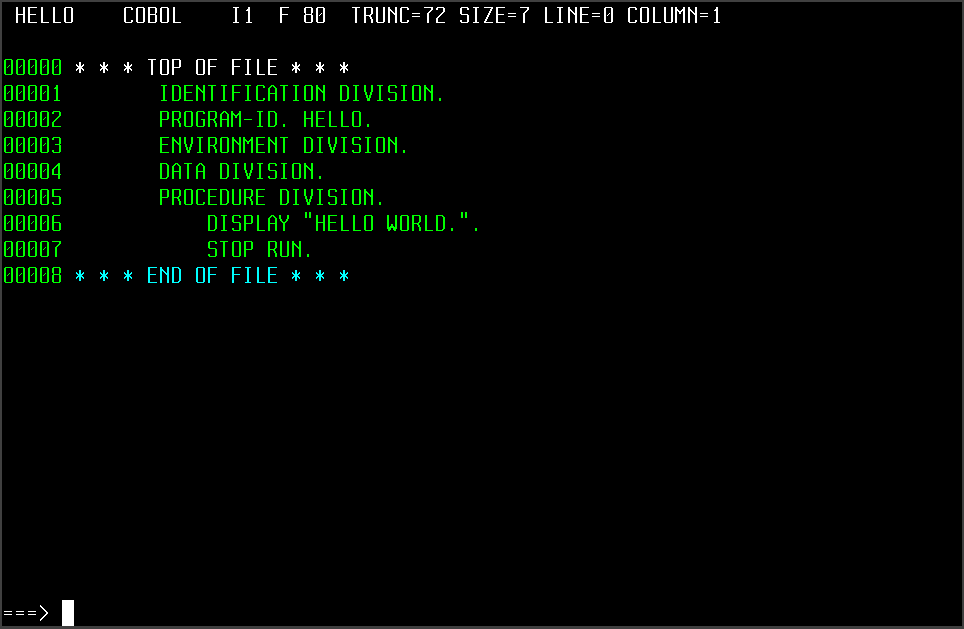
Bearbeitung eines COBOL-Quellcodes

XEDIT ist ein Texteditor, der unter dem Betriebssystem VM/CMS auf IBM-Großrechnern verwendet wird, und dient der Anzeige und Bearbeitung von Textdateien über Terminals vom Typ IBM 3270. XEDIT ähnelt dem Editor, der Bestandteil von ISPF unter TSO und dem Betriebssystem z/OS ist, ebenfalls von IBM.
Der Texteditor KEDIT der Mansfield Software Group ist eine Adaption des XEDIT für MS-DOS und Microsoft Windows.
The Hessling Editor (THE) ist eine quelloffene Adaption des XEDIT für verschiedene Plattformen, die auch viele Funktionen des KEDIT beinhaltet.
PipEdit ist eine quelloffene Adaption von XEDIT für Linux, die keine weiteren Bibliotheken oder Umgebungen benötigt.